# Furstendömet Salerno
Furstendömet Salerno var en historisk italiensk monarki i södra Italien mellan 851 och 1077. Det utkristalliserades ur furstendömet Benevento, och uppgick i kungariket Sicilien.